# СССР-1
«СССР-1» — стратосферный аэростат, построенный в Советском Союзе.

Г. А. Прокофьев, К. Д. Годунов и Э.К. Бирнбаум в гондоле «СССР-1», 1933 год.

30 сентября 1933 стратостат совершил рекордный подъём на высоту 19 км с экипажем в составе: Эрнст Бирнбаум, Константин Годунов, Георгий Прокофьев.

## История
19 января 1932 года в Москве председатель Гидрометеорологического комитета РСФСР Николай Сперанский созвал первое заседание по изучению стратосферы. На этом заседании был заслушан доклад метеоролога Витольда Виткевича о задачах изучения стратосферы и образована Комиссия по изучению стратосферы под его председательством. Первое заседание Комиссии состоялось 22 января. На нем был намечен план работ, включавший также постройку стратостата для подъёма с людьми на высоту 20—25 км. Члену комиссии Михаилу Канищеву было поручено разработать проект стратосферного аэростата.
Работу по созданию стратостата возглавил командир Отдельного воздухоплавательного дивизиона Георгий Прокофьев. В проектировании и постройке принимали участие Отдел воздухоплавания ГК НИИ ВВС, кафедра воздухоплавания Военно-воздушной академии им. профессора Н. Е. Жуковского, Научно-исследовательский институт резиновой промышленности и другие организации.

## Технические характеристики
Одним из инициаторов постройки стратостата и конструктором его гондолы был начальник Бюро особых конструкций ЦАГИ Владимир  Чижевский. Гондола имела шарообразную форму диаметром 2,3 м и 9 иллюминаторов диаметром 120 и 150 мм для кругового обзора. Изготовили её на московском авиазаводе № 39 им. В. Р. Менжинского. Для проведения научных исследований стратосферы в гондоле и снаружи её были установлены приборы для исследования космических лучей, электрического поля и электропроводности воздуха, а также точные навигационные приборы: альтиметры, секстант, термометры, самопишущие барографы, метеорографы и вариометр. На борту стратостата располагалась мощная радиостанция. На стропах вне гондолы были подвешены специальные приборы для взятия проб воздуха.
Оболочка стратостата отличалась от оболочек обычных аэростатов своими размерами — её объем составлял 24500 м³. Изготовили оболочку на московском заводе «Каучук» под руководством Константина Годунова. На неё пошло примерно 5000 погонных метров перкалевой материи производства Глуховского хлопчатобумажного комбината имени Ленина, на которую нанесли тонкие слои специального резинового состава. Рецептуру и технологические процессы для изготовления ткани оболочки разработали сотрудники Научно-исследовательского института резиновой промышленности  Е. Н. Кузина и Г. К. Левитина.

## Полёт
Запуск стратостата состоялся в Коломне 30 сентября 1933 года в 08 часов 40 минут. Достигнув рекордной высоты, в адрес ЦК ВКП(б), Реввоенсовета, Совнаркома стратонавты направили радиограмму:

 
ЦК ВКП(б) - тов. СТАЛИНУ 
 
Реввоенсовету - тов. ВОРОШИЛОВУ 
 
Совнаркому СССР - тов. МОЛОТОВУ.
Экипаж первого советского стратостата выполнил поставленную перед ним задачу и сообщает о благополучном завершении подъема стратостата "СССР" на высоту 19 000 м (по приборам). Экипаж готов к дальнейшей работе по овладению стратосферой.
Командир стратостата "СССР" Прокофьев. Пилот Бирнбаум. Инженер Годунов. 

В тот же день около 17 часов стратостат приземлился около Коломенского завода, у железнодорожной станции Голутвин. Специально сформированная комиссия зафиксировала мировой рекорд высоты. Постановлением Президиума ЦИК СССР от 14 ноября 1933 года все организаторы и участники полёта были награждены орденами. Ордена Ленина получили члены экипажа стратостата Г.А. Прокофьев, К.Д. Годунов, Э.К. Бирнбаум, а также С.Л. Марголин, В.А. Чижевский, И.Г. Моисеев, Е.Н. Кузина, участвовавшие в постройке «СССР-1»:

 
ПОСТАНОВЛЕНИЕ ПРЕЗИДИУМА ЦЕНТРАЛЬНОГО ИСПОЛНИТЕЛЬНОГО КОМИТЕТА СССР О НАГРАЖДЕНИИ ОРГАНИЗАТОРОВ И УЧАСТНИКОВ ПОЛЁТА В СТРАТОСФЕРУ
Отмечая блестящее выполнение задания правительств организаторами и участниками полёта стратостата «СССР», вписавшими новые славные страницы в историю Советской авиации и изучение стратосферы, а также исключительную энергию и знание дела рабочих и конструкторов по постройке стратостата, Президиум Центрального Исполнительного Комитета Союза ССР постановляет
НАГРАДИТЬ ОРДЕНОМ ЛЕНИНА:
1. ПРОКОФЬЕВА Георгия Алексеевича 

командира-летчика — за выдающиеся заслуги в деле организации в руководства полёта в стратосферу в качестве командира первого в Союзе ССР стратостата, достигшего мирового рекорда высоты.
2. ГОДУНОВА Константина Дмитриевича 

начальника конструкторского бюро Научно-исследовательского института резиновой промышленности — за выдающиеся заслуги в конструкции стратостата и личное участие в полёте в стратосферу.
3. БИРНБАУМА Эрнеста Карловича 

помощника начальника 1-го сектора управления боевой подготовки УВВС РККА — за выдающиеся заслуги в деле организации полёта в стратосферу и личное участие в полёте в качестве пилота-воздухоплавателя.
4. МАРГОЛИНА Семена Леонтьевича 

директора завода № 39 — за исключительные заслуги в деле организации полёта в стратосферу и непосредственное личное участие в руководстве постройкой гондолы первого стратостата в Союзе ССР.
5. ЧИЖЕВСКОГО Владимира Антоновича 

начальника бригады Центрального конструкторского бюро заводе № 39 — за выдающиеся технические заслуги при непосредственном конструировании гондолы первого в Союзе ССР стратостата.
6. МОИСЕЕВА Ивана Георгиевича 

рабочего-бригадира завода № 39, проводившего собственноручно наиболее ответственные работы по изготовлению гондолы стратостата.
7. КУЗИНУ Елену Николаевну 

начальника первой секции Научно-исследовательского института резиновой промышленности — за выдающиеся технические заслуги при разработке технологического процесса балонной ткани и личное изготовление рецептуры для неё.
НАГРАДИТЬ ОРДЕНОМ КРАСНОЙ ЗВЕЗДЫ:
8. ГАРАКАНИДЗЕ Владимира Георгиевича 

инженера-пилота Дирижаблестроя — за исключительно умелую организацию всех работ на старте и заполнение стратостата водородом.
НАГРАДИТЬ ОРДЕНОМ ТРУДОВОГО КРАСНОГО ЗНАМЕНИ:
9. ЛЕВИТИНУ Геку Аврамовну 

инженера Научно-исследовательского института резиновой промышленности — за активное участие в изготовлении рецептуры оболочки стратостата и особо тщательную проверку материалов в лабораторных условиях.
Председатель Центрального Исполнительного Комитета Союза ССР М. КАЛИНИН 

Секретарь Центрального Исполнительного Комитета Союза ССР А. ЕНУКИДЗЕ 

Москва, Кремль 

14 ноября 1933 г.

## Память
- В 1933 году была выпущена серия почтовых марок СССР номиналом 5, 10 и 20 копеек, посвященных полёту стратостата.[2]
- В 1983 году была выпущена почтовая марка СССР номиналом 20 копеек, посвящённая 50-летию полёта стратостата. Марка в т.ч. выпускалась в виде малого листа 4*2.
- 30 сентября 2008 года состоялось юбилейное собрание Академии наук авиации и воздухоплавания, посвящённое 75-летию со дня рекордного полёта стратостата «СССР-1».[3]

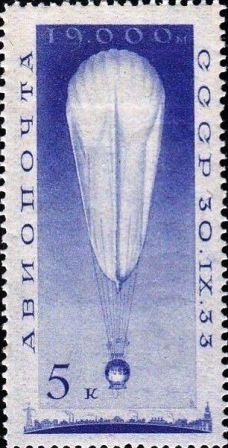
Почтовая марка СССР, 1933 год. Авиапочта. Стратостат «СССР-I». Номинал 5 к.
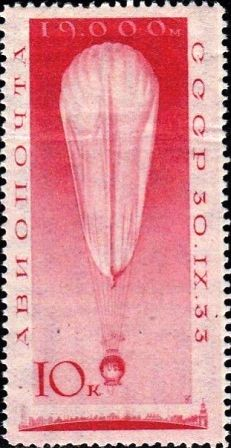
Почтовая марка СССР, 1933 год. Авиапочта. Стратостат «СССР-I». Номинал 10 к.
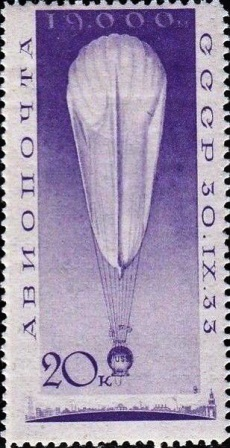
Почтовая марка СССР, 1933 год. Авиапочта. Стратостат «СССР-I». Номинал 20 к.
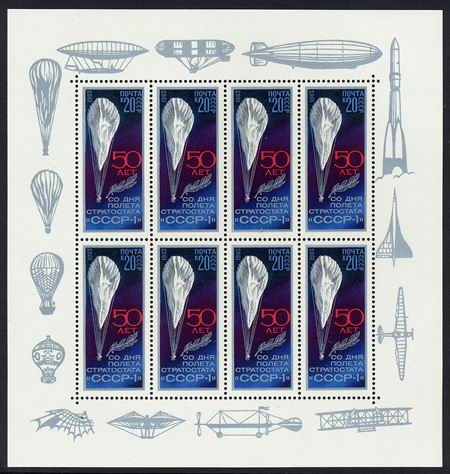
♙Малый лист СССР, 1983 год